# Sterregem
Sterregem is een Vlaams komisch televisieprogramma dat vanaf 16 oktober 2024 op VTM wordt uitgezonden. In de reeks worden diverse Bekende Vlamingen geparodieerd. Het is een opvolger van Tegen de Sterren op dat eindigde in 2018.
De eerste uitzending werd kritisch ontvangen door sommige critici.

## Verhaal
De serie toont het reilen en zeilen van bekende Vlamingen in een fictieve stad genaamd Sterregem. De buitenopnames werden op locatie gemaakt in de omgeving van Eindhoven. Dit in de wijk Blixembosch-Oost.

## Acteurs

### Hoofdrollen
| Acteur            | Personage(s)                                  |
| ----------------- | --------------------------------------------- |
| Walter Baele      | Herman Brusselmans Erik Van Looy Koning Filip |
| Lisa Gerlo        | Pommelien Thijs                               |
| Guga Baúl         | Bart Appeltans Gert Verhulst Tom Waes         |
| Milan Meert       | Acid                                          |
| Ruth Beeckmans    | Fien Germijns                                 |
| Nathalie Meskens  | Ellen Callebout Karen Damen Koningin Mathilde |
| Robbe Boons       | Viktor Verhulst                               |
| Armin Mola        | Kamal Kharmach                                |
| Fleur Brusselmans | Ingeborg Sergeant                             |
| Clara Cleymans    | Camille Dhont                                 |
| Chris Van Espen   | Sam Gooris Jani Kazaltzis                     |
| Tine Embrechts    | Kelly Pfaff Béa Vandendael Kristel Verbeke    |
| Jonas Van Geel    | James Cooke Andy Peelman                      |
| Juan Gerlo        | Bockie De Repper Metejoor                     |
| Ismail L'Hamiti   | Adil El Arbi                                  |
| Charlotte Verduyn | Marie Verhulst                                |

### Gastrollen
Naast de hoofdcast verschenen ook een aantal bekende Vlamingen in de reeks.
| Aflevering | Gastrollen |
| ---------- | --- |
| 1          | Dany Verstraeten, Jef Neve, Riadh Bahri, Celine Van Ouytsel, Lotte Vanwezemael, Tuur Roels (Mega Toby)                                        |
| 2          | Paul D'Hoore |
| 3          | Marc Van Ranst, Fabrizio Tzinaridis, Davy Parmentier, Camilia Blereau, Hugo Sigal, Parnian Robatsarpooshi, Guinevere Engelen, Fien De Vlieger |
| 4          | Astrid Coppens |
| 5          | Ivan Pecnik (Jean-Marie Pfaff), Lucas Tavernier (Herr Smidt)                                                                                  |
| 6          | Marc Coucke |
| 7          | Jacotte Brokken, Hans Bourlon |
| 8          | Manu Van Acker, Sergio, Wendy Van Wanten, Margriet Hermans, Julie Vermeire, Jacky Lafon                                                       |
| 9          | Christoff De Bolle |
| 10         | Nora Gharib, Jelle Cleymans, De Romeo's, Loredana                                                                                             |

## Afleveringen
| Nr. | Datum uitzending | Kijkcijfers | Top 10   |
| --- | ---------------- | ----------- | -------- |
| 1   | 16 oktober 2024  | 480.271     | 7        |
| 2   | 23 oktober 2024  | 262.630     | 13       |
| 3   | 30 oktober 2024  | 218.153     | 15       |
| 4   | 6 november 2024  | 219.458     | 15       |
| 5   | 13 november 2024 | 185.962     | 14       |
| 6   | 20 november 2024 | 257.889     | 13       |
| 7   | 27 november 2024 | 207.819     | 17       |
| 8   | 4 december 2024  | 232.706     | 13       |
| 9   | 11 december 2024 | Onbekend    | Onbekend |
| 10  | 18 december 2024 | Onbekend    | Onbekend |